# Резургентный купол

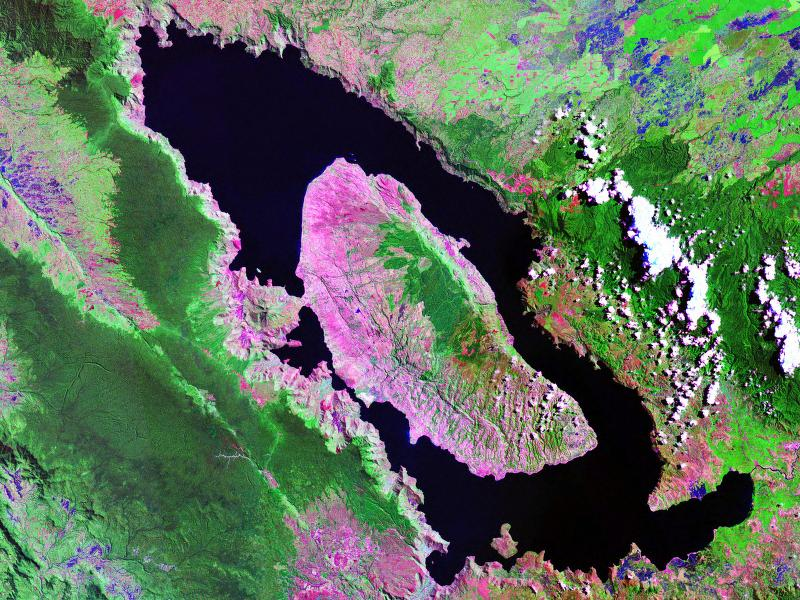
Кальдера озера Тоба с резургентным куполом, который образовал остров Самосир

Резургентный купол (англ. Resurgent dome) — куполообразное геологическое образование, сформированное разбуханием или подъёмом дна кальдеры из-за движения в магматической камере под ним. В отличие от лавового купола резургентный купол образуется не путем выдавливания высоковязкой лавы на поверхность, а скорее путем подъёма и деформации самой поверхности движением магмы под землей. Резургентные купола обычно находятся вблизи центра очень больших открытых кальдер, таких как Йеллоустонская кальдера или кальдера Лонг-Валли, и в свою очередь такие кальдеры часто называют кальдерами «резургентного типа», чтобы отличать их от более распространенных, но гораздо меньших по размеру, кальдер, обнаруженных на щитовых вулканах и стратовулканах.
Механизм возникновения резургентных куполов внутри крупных кальдер связан с их внутренним строением. Так как их края находятся на границе местности со стабильным расположением пород, а внутренняя часть кальдеры представляет собой местность над подземным магматическим резервуаром с постоянными изменениями его состояния, то по их краям формируются многочисленные кольцевые разломы. Над последними формируются стратовулканы, через которые происходят их извержения лавы из основного магматического резервуара в центре и каждое такое извержение приводит к опорожнению резервуара и к снижению дна кальдеры. После извержений происходит постепенное восполнение запасов магмы в кальдере, что приводит к подъёму её дна и к формированию резургентных куполов.
При мониторинге вулканических опасностей часто интенсивно контролируются резургентные купола, поскольку продолжающееся увеличение высоты, сопровождаемое сейсмической активностью, является верным доказательством подъёма магмы под поверхностью.